# Исламабад (мечеть)
Мечеть Исламабад (узб. Islomobod jome masjidi) — крупнейшая мечеть в столице Узбекистана Ташкенте.

## История
Строительство началось в 2019 году. Мечеть официально открылась 22 марта 2023 года.

## Описание мечети и минаретов
Во внутреннем дворе и прилегающих территориях могут одновременно находиться до 13 тысяч верующих. Помещение для омовения рассчитано на 150 мест, в здании также есть администрация, библиотека и другие необходимые помещения.
В отличие от других существующих в Узбекистане мечетей, здесь четыре минарета. Высота каждого из них составляет 63 метра.